# Tanagrzyki
Tanagrzyki (Mitrospingidae) – rodzina ptaków z podrzędu śpiewających (Oscines) w rzędzie wróblowych (Passeriformes).

## Występowanie
Rodzina obejmuje gatunki występujące w Ameryce Centralnej i Południowej.

## Morfologia
Długość ciała 17–19 cm, masa ciała 24–46 g.

## Systematyka
Taksony wyodrębnione w 2013 roku z tanagrowatych na podstawie badań molekularnych. Do rodziny należą następujące rodzaje:
- Lamprospiza Cabanis, 1847 – jedynym przedstawicielem jest Lamprospiza melanoleuca (Vieillot, 1817) – czerwonodziób
- Mitrospingus Ridgway, 1898
- Orthogonys Strickland, 1844 – jedynym przedstawicielem jest Orthogonys chloricterus (Vieillot, 1819) – oliwkotanagrzyk